# Nosotaxia
La nosotaxia es la disciplina científica que se ocupa de la clasificación de las enfermedades o problemas de salud. Es una rama de la nosología.

## Clasificaciones de enfermedades
Existen numerosas clasificaciones médicas que, de forma global o específica, ordenan y codifican los diferentes problemas de salud que sufren los humanos.
- Clasificación Internacional de Atención Primaria (clasificación de problemas de salud)
- Clasificación Internacional de Enfermedades (clasificación de diagnósticos médicos)
- Clasificación Internacional de los Trastornos del Sueño (clasificación de las enfermedades relacionadas con el sueño humano)
- Manual diagnóstico y estadístico de los trastornos mentales (clasificación de enfermedades mentales)